# Ричард Дан
Ричард Патрик Дан (енгл. Richard Patrick Dunne; 21. септембар 1979) бивши је ирски фудбалер који је играо на позицији централног бека.
Омладинску каријеру је провео у Евертону за који је касније одиграо и 4,5 сезоне на професионалном нивоу, а потом је потписао уговор са Манчестер Ситијем где је играо од 2000. до 2009. и био дугогодишњи капитен клуба за који је скупио преко 350 наступа у свим такмичењима. Потом је прешао у Астон Вилу где је такође бележио добре партије. Каријеру је завршио у Квинс Парк рејнџерсима 2015. године.
За репрезентацију Републике Ирске наступао је од 2000. до 2013. и играо на Светском првенству 2002. и Европском првенству 2012.
Дан држи два рекорда у Премијер лиги: 8 црвених картона и 10 аутоголова.